# Bennane
Bennane ou Bennène (àrab: بنان, Bannān) és una ciutat del Sahel tunisià, situada una desena de quilòmetres al sud de Monastir, dins de la governació homònima. Juntament amb els llocs de Bodheur i Touza, forma la delegació de Ksibet El Médiouni, i amb la primera constitueix la municipalitat de Bennane-Bodher, que tenia 14.218 habitants el 2014.

## Economia
Es troba al mig d'un espai agrícola caracteritzat pel cultiu de l'olivera, els ametllers i certes varietats de llegums i fruites. Des de 2010, la ciutat ha començat un creixent desenvolupament comercial a partir de les nombroses botigues obertes al llarg de la carretera que creua la ciutat.

## Administració
Juntament amb el poble de Bodher, forma la municipalitat o baladiyya de Bennane-Bodher, amb codi geogràfic 32 36 (ISO 3166-2:TN-12).
Al mateix temps, la ciutat de Bennane constitueix dos sectors o imades, Bennane Sud (32 62 53) i Bennane Nord (32 62 54), de la delegació o mutamadiyya de Ksibet El Médiouni (32 62).